# EF-Hand

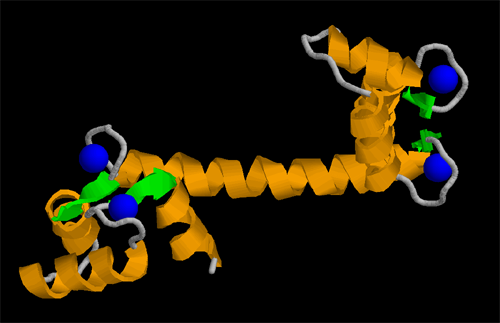
Calmodulin mit vier EF-Hand-Motiven. Ca^{2+}: blau, alpha-Helices: orange, beta-Faltblätter: grün

Ein EF-Hand ist ein spezifisches Aminosäurenmotiv in Proteinen. Das Sequenzmotiv ist ein sogenanntes Helix-Loop-Helix-Motiv mit geladenen Aminosäuren, welche Ca2+-Ionen binden. Bedingt durch das Binden von Calcium verändert sich die Konformation des Proteins und kann so auch seine Funktion verändern. Der Name EF-Hand stammt aus der Nomenklatur bei der Untersuchung von Parvalbumin, welches drei EF-Hand-Motive besitzt. EF-Hand-Motive findet man unter anderem auch im Signalprotein Calmodulin 
und im Muskelprotein Troponin C.